# Carlos Carus
Carlos Suarez Carus (Veracruz, 10 giugno 1930 – 1º gennaio 1997) è stato un calciatore messicano, di ruolo attaccante.

## Carriera
Con la Nazionale messicana ha preso parte ai Mondiali 1954.